# Schuylerville
Schuylerville est un village du comté de Saratoga, dans l'État de New York, aux États-Unis,. En 2010, il comptait une population de 1 386 habitants.

## Démographie
Lors du recensement de 2010, le village comptait une population de 1 386 habitants, tandis qu'en 2019, elle est estimée à 1 317 habitants.